# 아마르나 예술

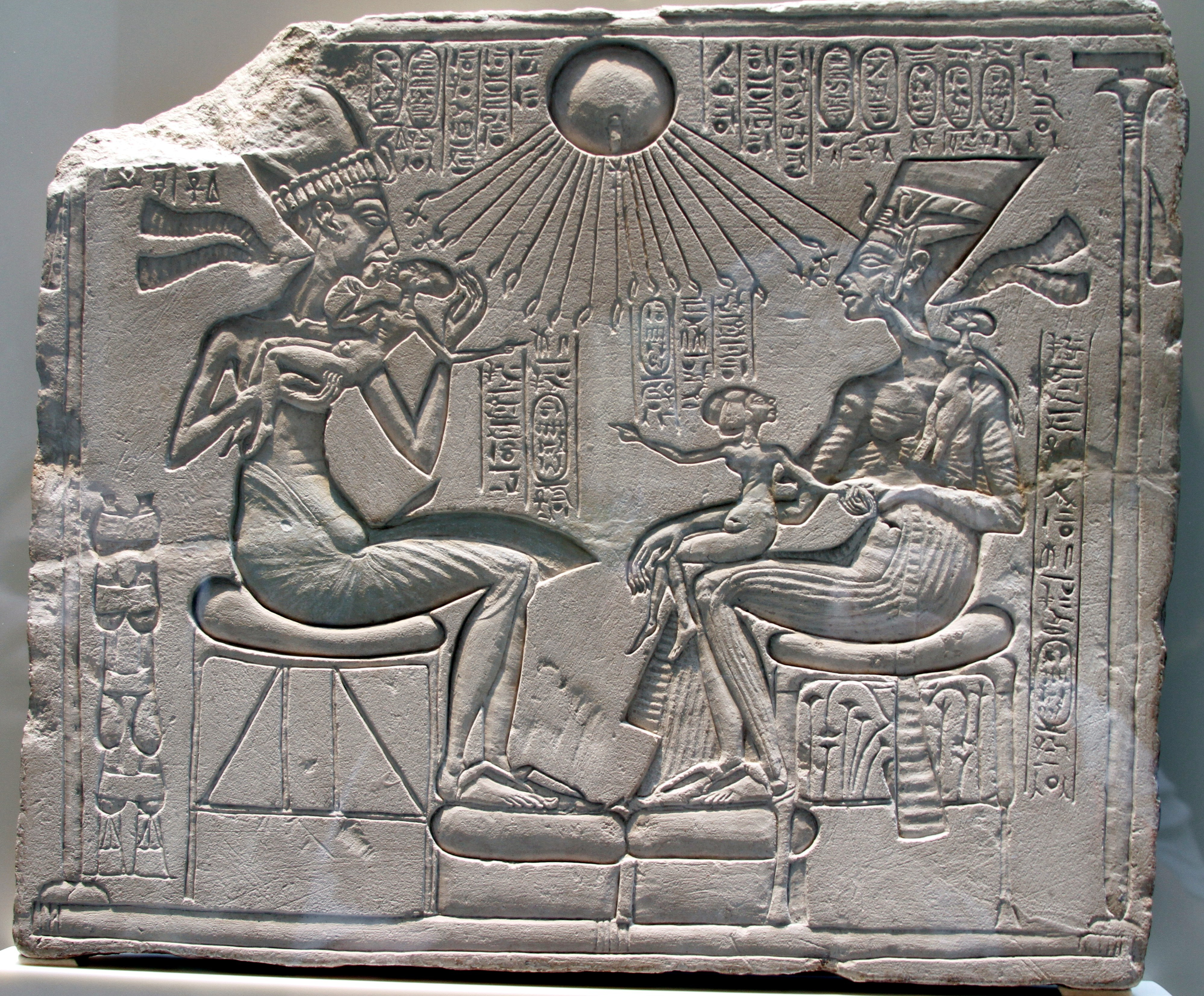

아마르나 예술(Amarna art)은 아마르나 시대에 채택된 스타일이다.
이크나톤의 종교개혁에 의하여, 예술 방면에도 새로운 경향이 나타났다. 그 때까지의 유형적(類型的)·정신적인 묘사에서 벗어나, 원근법에 기초한 선화법(線畵法)을 취한 사실적·동적인 묘사를 개척했다. 아마르나 왕국의 벽이나 묘지(墓地)에 조각, 채색된 왕·가족의 초상·왕비 네페르타이트의 채색된 흉상 조각. 투트 안크 아멘 왕릉 속의 유품 호렘헤브의 유품 등은 아마르나 예술의 정수를 보여주는 작품들이다.

## 같이 보기
- 고대 이집트의 미술